# Resolutie 1450 Veiligheidsraad Verenigde Naties
Resolutie 1450 van de Veiligheidsraad van de Verenigde Naties werd op 13 december 2002 met 14 tegen 1 stemmen aangenomen. Syrië was het lid dat tegen stemde. De resolutie veroordeelde terreuraanslagen tegen Israëlische doelwitten in Kenia.

## Standpunten
De Syrische vertegenwoordiger Mikhail Wehbe verklaarde dat de Verenigde Staten, als auteur van de tekst, passages hadden opgenomen die zinspeelden op inmenging in de binnenlandse aangelegenheden van het land waar de feiten hadden plaatsgevonden. Ook de herhaaldelijke vermelding van Israël was voor Syrië onaanvaardbaar.
Na twee weken onderhandelen over de ontwerptekst waren verschillende vermeldingen van Israël geschrapt. Ook een oproep om samen te werken met de Israëlische autoriteiten om de daders te vinden was verwijderd.
Achteraf verklaarde Wehbe dat hij weigerde Israël als slachtoffer te zien terwijl het Israëlische leger aanvallen uitvoerde tegen Palestijnse burgers, wat hij "de hoogste vorm van terrorisme" en "misdaden tegen de menselijkheid" noemde. Bovendien kon deze resolutie een precedent worden voor de veroordeling van Palestijnse terreuraanvallen in Israël in de toekomst.

## Achtergrond
Op 28 november 2002 werden er twee terreuraanslagen gepleegd in het Oost-Afrikaanse land Kenia. Op de luchthaven van Mombasa werden twee raketten afgevuurd op een Israëlische Boeing 757 met 261 passagiers aan boord. De raketten misten maar net hun doel. In Kikambala, ten noorden van Mombasa, pleegden drie zelfmoordterroristen een autobomaanslag op het Israëlische Paradise-hotel in Kikambala. Daarbij kwamen zeker vijftien mensen om en werd het hotel herschapen in een ruïne.

## Inhoud
De Veiligheidsraad:
- Bevestigt de doelstellingen van het Handvest van de Verenigde Naties en haar relevante resoluties.
- Herinnert aan de plichten van de partijen van het Verdrag voor de Onderdrukking van Terroristische Bomaanslagen en het Verdrag voor de Onderdrukking van Onwettige Daden tegen de Veiligheid van de Burgerluchtvaart.
- Betreurt dat Al Qaida de terreuraanslagen op 28 november in Kenia opeiste, en bevestigt de plichten van alle landen in resolutie 1390.
- Bevestigt dat terreurdaden met alle mogelijke middelen moeten worden bestreden.

1. Veroordeelt de bomaanslagen op het Paradise-hotel in Kikambala, de mislukte raketaanval vlucht 582 van Arkia Israeli Airlines en andere recente terreuraanslagen in verschillende landen.
2. Condoleert de inwoners en de overheid van Kenia en Israël en de slachtoffers en hun families.
3. Vraagt alle landen samen te werken om de daders te berechten.
4. Is vastberaden alle vormen van terrorisme te bestrijden.

## Verwante resoluties
- Resolutie 1338 Veiligheidsraad Verenigde Naties
- Resolutie 1440 Veiligheidsraad Verenigde Naties
- Resolutie 1452 Veiligheidsraad Verenigde Naties
- Resolutie 1455 Veiligheidsraad Verenigde Naties (2003)

Lijst ·  1387 ·  1388 ·  1389 ·  1390 ·  1391 ·  1392 ·  1393 ·  1394 ·  1395 ·  1396 ·  1397 ·  1398 ·  1399 ·  1400 ·  1401 ·  1402 ·  1403 ·  1404 ·  1405 ·  1406 ·  1407 ·  1408 ·  1409 ·  1410 ·  1411 ·  1412 ·  1413 ·  1414 ·  1415 ·  1416 ·  1417 ·  1418 ·  1419 ·  1420 ·  1421 ·  1422 ·  1423 ·  1424 ·  1425 ·  1426 ·  1427 ·  1428 ·  1429 ·  1430 ·  1431 ·  1432 ·  1433 ·  1434 ·  1435 ·  1436 ·  1437 ·  1438 ·  1439 ·  1440 ·  1441 ·  1442 ·  1443 ·  1444 ·  1445 ·  1446 ·  1447 ·  1448 ·  1449 ·  1450 ·  1451 ·  1452 ·  1453 ·  1454